# Battaglia di Sennacherib
(Rudolf Wittkower,  Art and Architecture in Italy, 1600-1750 - 1958)
La Battaglia di Sennacherib è un dipinto di Tanzio da Varallo. L'opera è nota anche con il titolo alternativo di Sennacherib sconfitto dall'angelo.
A livello critico, e segnatamente da Giovanni Testori, è considerata il capolavoro di Tanzio.

## Tema

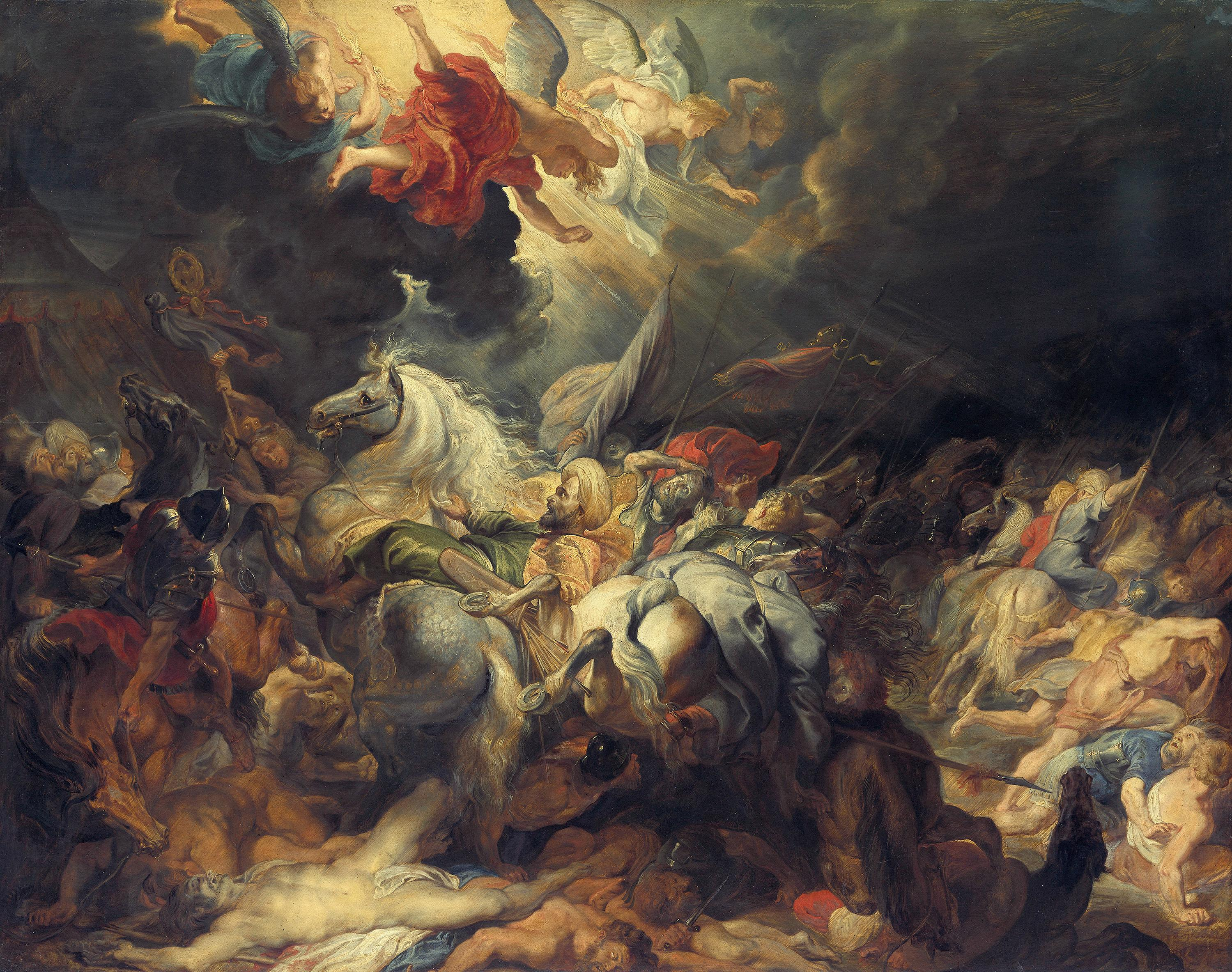
Rubens, La sconfitta di Sennacherib, 1612-1614, Monaco di Baviera, Alte Pinakothek

L'evento raffigurato è descritto nel Secondo Libro dei re della Bibbia. Sennacherib, re assiro, aveva cinto d'assedio Gerusalemme, determinato a distruggerla.
Ezechia, re di Giuda, invocò l'intervento divino in difesa della città, mentre l'esercito assiro si era acquartierato sotto le mura di Gerusalemme.
La preghiera di Ezechia, come aveva profetato Isaia, trovò ascolto e «in quella notte l'angelo del Signore scese e percosse nell'accampamento degli Assiri centottantacinquemila uomini. Quando i superstiti si alzarono al mattino, ecco, quelli erano tutti morti» (2 Re; 19,35).
Sennacherib sciolse l'assedio e tornò a Ninive dove poi morì.
Si tratta di un episodio piuttosto raro in pittura che vanta tuttavia un illustre precedente costituito da un dipinto di Rubens dedicato allo stesso soggetto.

## Storia

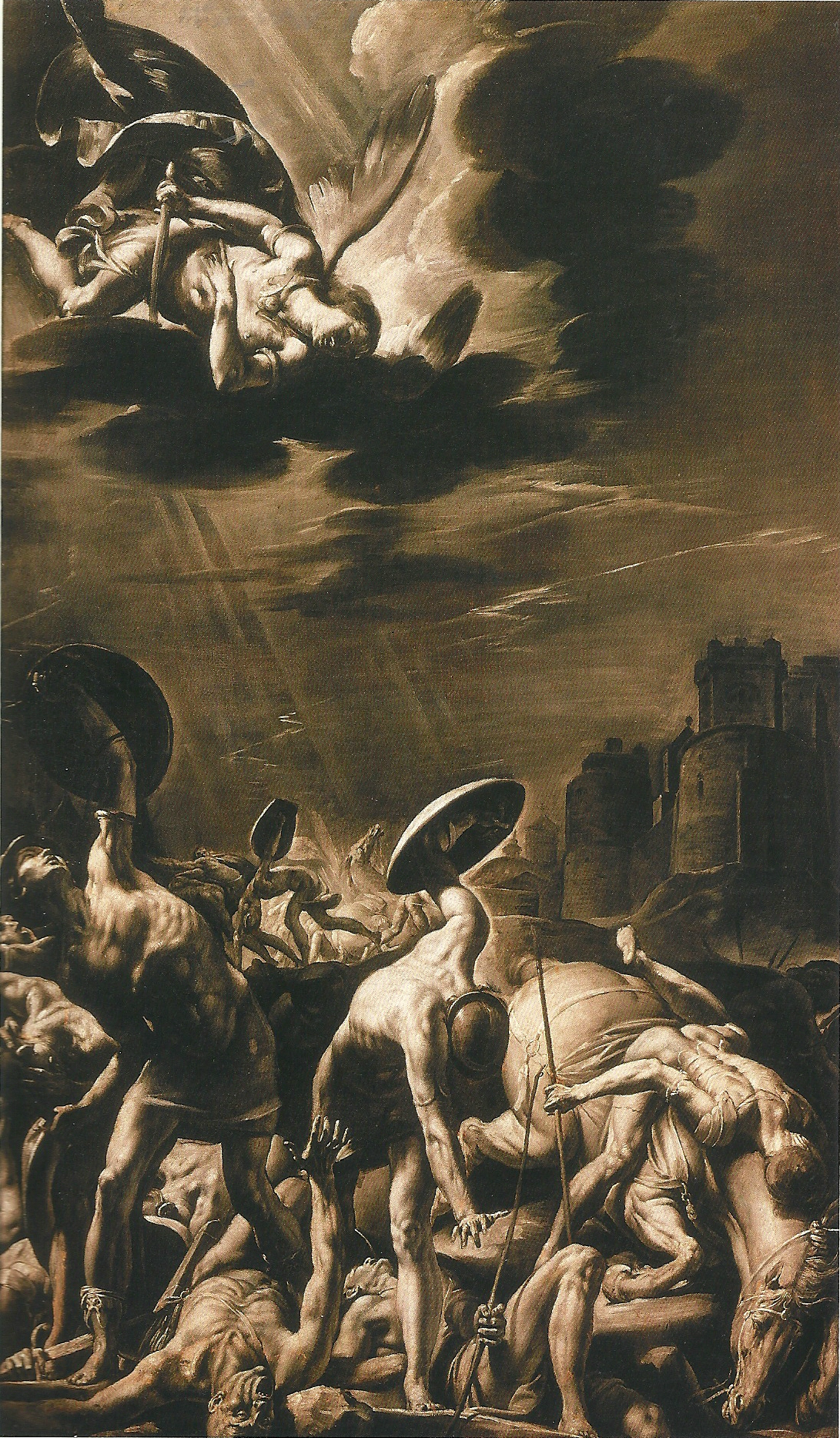
Tanzio da Varallo, La battaglia di Sennacherib (bozzetto), 1629-1630, Collezioni della Banca Popolare di Novara, in deposito presso il Museo Civico

Nel 1627 Ottavio Nazari, maggiorente novarese, commissionava a Tanzio la decorazione ad affresco della sua cappella familiare - sita all'interno della basilica di San Gaudenzio - dedicata all'angelo custode.
Come risulta da un'iscrizione sulle pareti della cappella Nazari, Tanzio portò a termine gli affreschi nel 1629.
Nel contratto non v'è menzione della tela con la battaglia di Sennacherib, posta sulla parete a sinistra dell'altare, mentre per ciò che concerne la pala d'altare, nell'atto è stabilito che il Nazari si riservava di farne oggetto di una successiva commissione.
Ciononostante si ritiene che il grande telero laterale sia stato eseguito già nel corso di questa prima commissione e collocato poco dopo il completamento degli affreschi: l'opera è quindi databile al 1629-1630.
La pala d'altare che oggi compare nella cappella, raffigurante l'angelo custode dedicatario dell'intero ciclo pittorico, non è, invece, opera di Tanzio, bensì di Giacinto Brandi e fu messa in opera circa cinquant'anni dopo l'esecuzione delle opere del pittore di Alagna.
È tuttavia probabile che anche quest'altro dipinto fosse stato, in un secondo momento rispetto alla commissione iniziale, richiesto allo stesso D'Enrico, come del resto  la riserva contrattuale prevedeva. 
Lo fa pensare la documentata esistenza, attestata da un resoconto ottocentesco, di un bozzetto con lo stesso soggetto dell'angelo custode (opera non individuata) attribuito a Tanzio e allora trovantesi nel palazzo novarese di una famiglia notabile che aveva ereditato parte delle ricchezze dei Nazari.
Proprio in questo bozzetto potrebbe essere individuata la piccola tela collocata sull'altare della cappella Nazari, di cui vi è una testimonianza secentesca (che non ne indica l'autore), presumibilmente lì sistemata in via provvisoria nell'attesa del completamento della versione definitiva del dipinto.
Versione definitiva che Tanzio, se davvero a lui toccò anche la commissione della pala d'altare con l'angelo custode, forse non riuscì a realizzare per l'esplodere nel 1630 di una furiosa pestilenza che colpì duramente anche Novara. Non molto tempo dopo, nel 1633, Tanzio sarebbe morto, venendo così meno ogni possibilità di evadere questo ulteriore probabile incarico.
Il vuoto sull'altare della cappella di Ottavio Nazari venne colmato, dai suoi eredi, solo decenni dopo con l'ancóna del Brandi.
Anche per la battaglia di Sennacherib venne preventivamente eseguito un bozzetto in monocromo da sottoporre all'assenso della committenza, quest'ultimo fortunatamente conservatosi ed oggi parte delle raccolte d'arte della Banca Popolare di Novara.

## Descrizione e stile

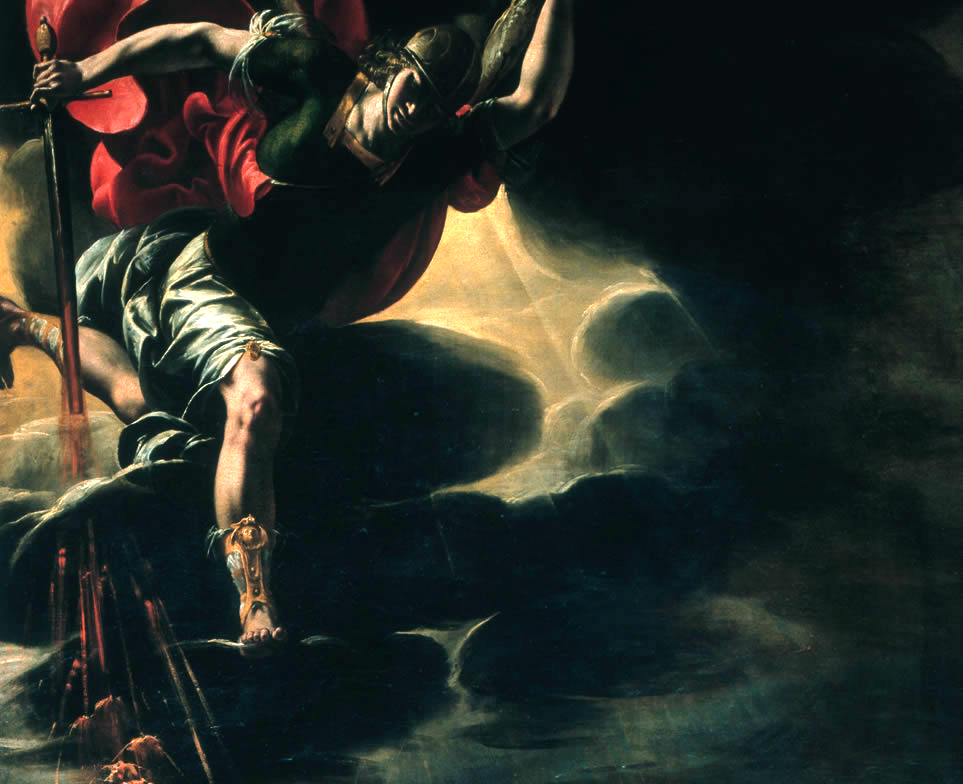
L'angelo sterminatore

L'angelo del Signore cala dall'alto con un balzo (il salto di un montanaro nella descrizione del Testori) per seminare la morte sull'esercito invasore. 
Si osserva che rispetto al bozzetto preliminare l'unica variante davvero significativa è proprio la posizione dell'angelo sterminatore. 
Nel monocromo, infatti, esso scende in volo secondo una raffigurazione piuttosto consueta, come accade nello stesso precedente rubensiano o, in modo forse ancor più simile, nel dipinto di Gaudenzio Ferrari con il martirio di santa Caterina (opera con ogni probabilità nota a Tanzio).
La diversa scelta compositiva della versione finale accresce efficacemente il senso di dominio e di subitanea, inesorabile, incombenza del vendicatore inviato dal cielo sugli assiri che, infatti, stretti in un groviglio di corpi e di animali, sono sopraffatti dallo sgomento.
A separare l'angelo e le atterrite schiere di Sennacherib, prossime a subire il massacro, vi è un plumbeo cielo notturno su cui si staglia un paesaggio spettrale, ambientazione che rafforza il senso di catastrofe e di morte che permea l'opera. 
Per questo aspetto il dipinto di Tanzio è forse una reazione agli stimoli suscitatigli dal Giudizio universale del Morazzone, dipinto collocato all'interno della stessa basilica di san Gaudenzio (cappella della Buona Morte, 1620 circa), opera a sua volta pervasa da una terrifica disperazione.
Nel tragico ammasso di lividi corpi a un passo dalla morte - spaventosa immagine da lazzaretto - si è colto un possibile riferimento alla peste che nel 1630, la terribile epidemia rievocata secoli dopo dal Manzoni, falcidiava anche la città di Novara. 

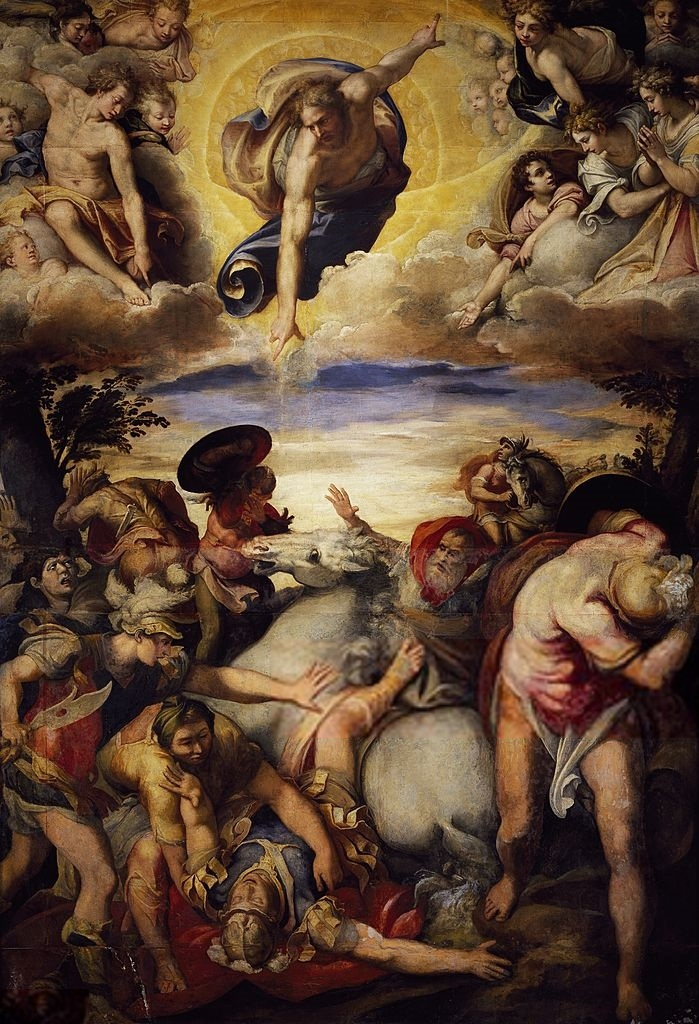
Taddeo Zuccari, Conversione di Saulo, 1563, Roma, chiesa di San Marcello al Corso

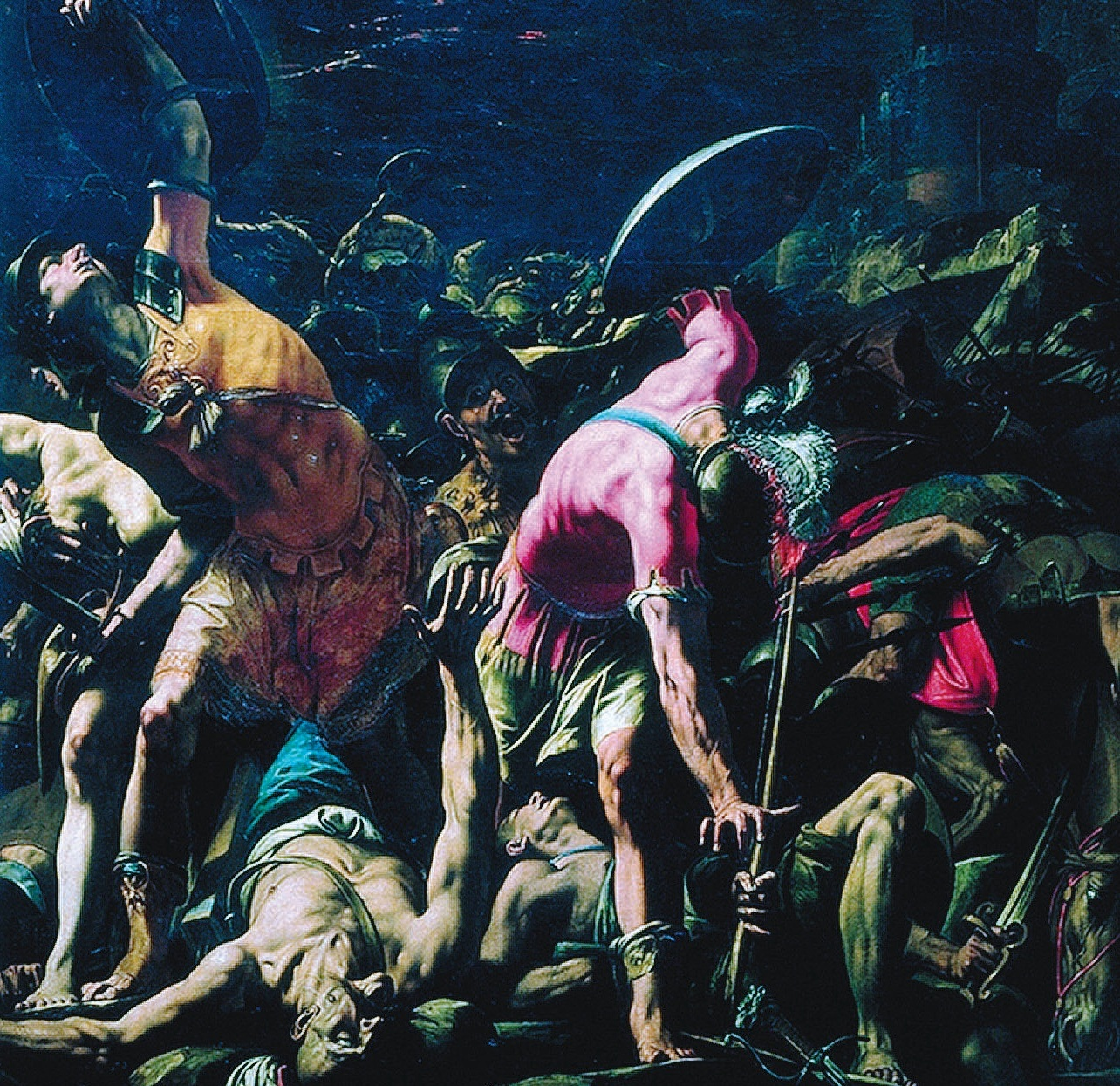
La strage dei soldati assiri

Sul piano compositivo, la parte bassa della tela della cappella Nazari è stata avvicinata sia alla Conversione di Saulo di Taddeo Zuccari, collocata nella chiesa di San Marcello al Corso, a Roma, sia ad un dipinto di Giovanni Baglione - pittore con il quale Tanzio, nel suo soggiorno giovanile a Roma, ad inizio Seicento, probabilmente collaborò - raffigurante la Resurrezione di Cristo, originariamente collocato nella chiesa del Gesù, ancora a Roma.
Sempre in questa parte dell'enorme telero sono state colte altre possibili reminiscenze compositive derivanti da opere che Tanzio potrebbe aver visto non solo a Roma, ma anche a Napoli, altra tappa del percorso del valsesiano a Sud.
E così il guerriero assiro al centro che irrompe in un urlo disperato - nella massa di corpi se ne vede quasi solo la testa - ricorda il soldato romano schiacciato dalla lastra sepolcrale nella Resurrezione del Vasari e Raffaellino del Colle, un tempo nella chiesa di Sant'Anna dei Lombardi a Napoli. A sinistra, invece, la figura sdraiata che innalza un braccio verso l'alto in un istintivo gesto di protezione (forse è lo stesso Sennacherib) mentre il soldato in lorica gialla gli fa scudo, pare avvicinabile al sacerdote egiziano che compare al centro dell’affresco di Ferraù Fenzoni raffigurante l'episodio in cui Mosè fa miracolosamente apparire un serpente di bronzo, parte della decorazione della Scala Santa del Laterano.
Spunti compositivi, questi ultimi menzionati, provenienti tutti da opere relativamente modeste che Tanzio ricompone con ben altro talento d'artista, dando vita ad un autentico capolavoro della pittura del Seicento.

## Il Sennacherib e Géricault

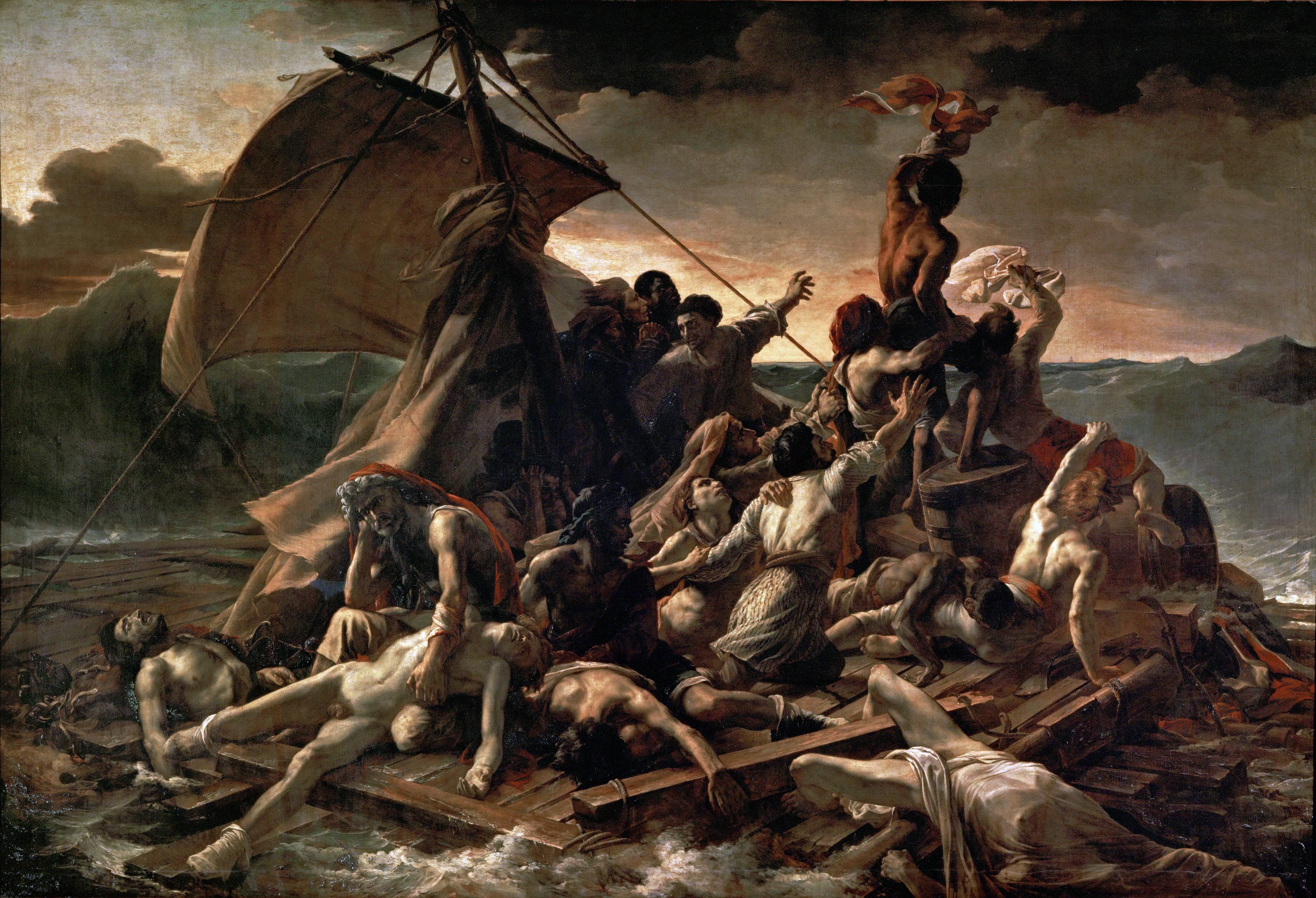
Théodore Géricault, La zattera della Medusa, 1818-1819, Parigi, Louvre

Giovanni Testori nel saggio Tanzio e l'Angelo ha evidenziato l'assonanza tra quest'opera di Tanzio da Varallo e la celeberrima Zattera della Medusa di Théodore Géricault.
Lo studioso milanese ha formulato l'ipotesi che le similitudini compositive tra i due dipinti possano essere frutto della conoscenza e dello studio del capolavoro di Tanzio da parte del maestro romantico. In una mostra su Géricault del 1953, infatti, fu esposto, come risulta dal catalogo dell'esibizione, un piccolo dipinto del pittore francese raffigurante una battaglia di Sennacherib indicata in quell'occasione come copia tratta da un pittore lombardo del Seicento.
Il quadro in questione (nel frattempo alienato) non è più stato individuato, ma il tema così raro e le indicazioni circa la provenienza e l'epoca del dipinto copiato (unitamente alle rilevate somiglianze tra il capolavoro del Louvre e la tela di San Gaudenzio) legittimano l'ipotesi che questo quadretto di Géricault sia stato tratto dal Sennacherib di Tanzio.

## Galleria delle altre opere citate
Nell'ordine in cui sono menzionate nella voce.

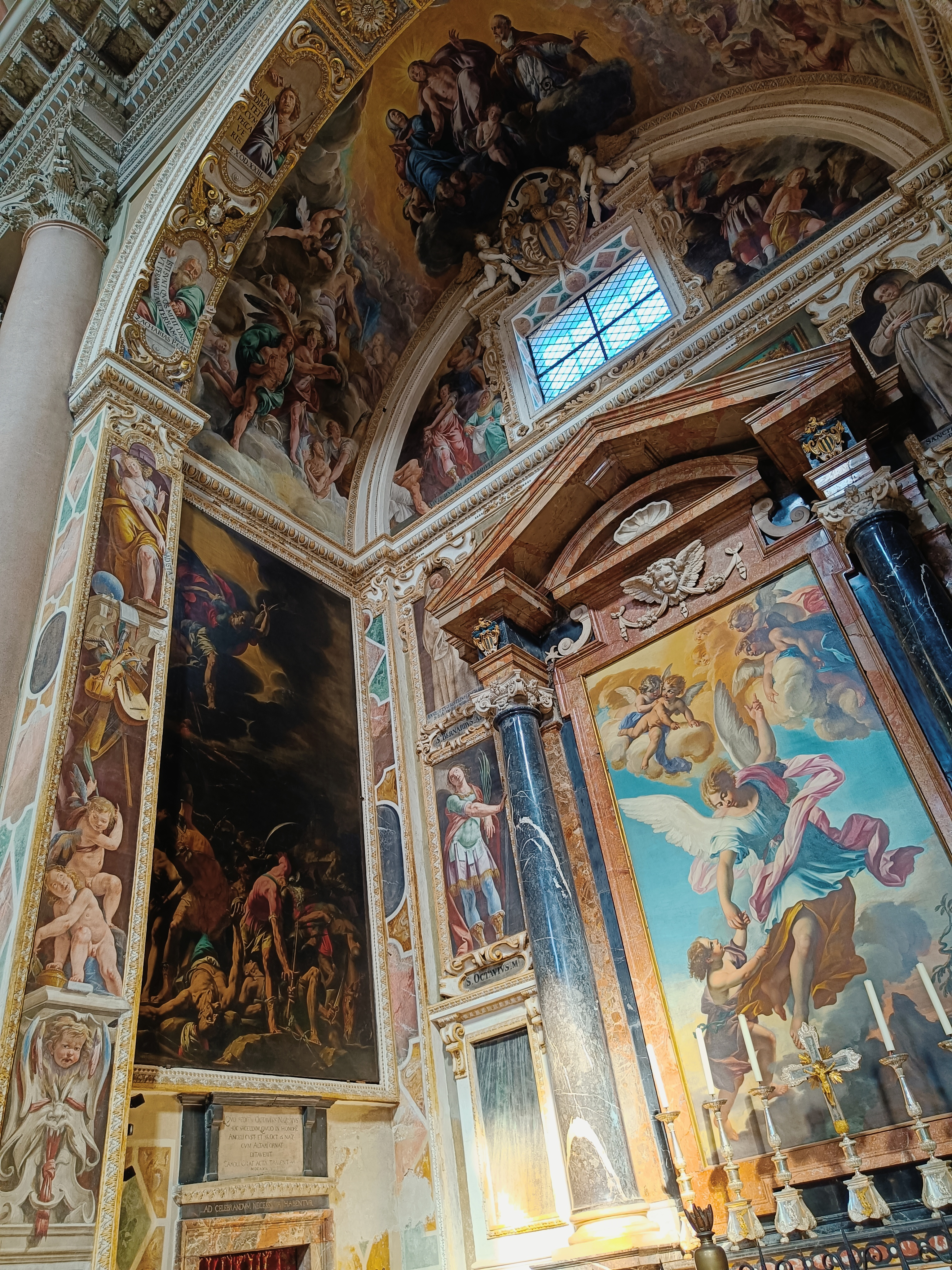
Cappella dell'Angelo custode, Novara, Basilica di San Gaudenzio. Al centro la pala di Giacinto Brandi (1680 circa), contornata dagli affreschi di Tanzio da Varallo. Sulla parete sinistra, la battaglia di Sennacherib
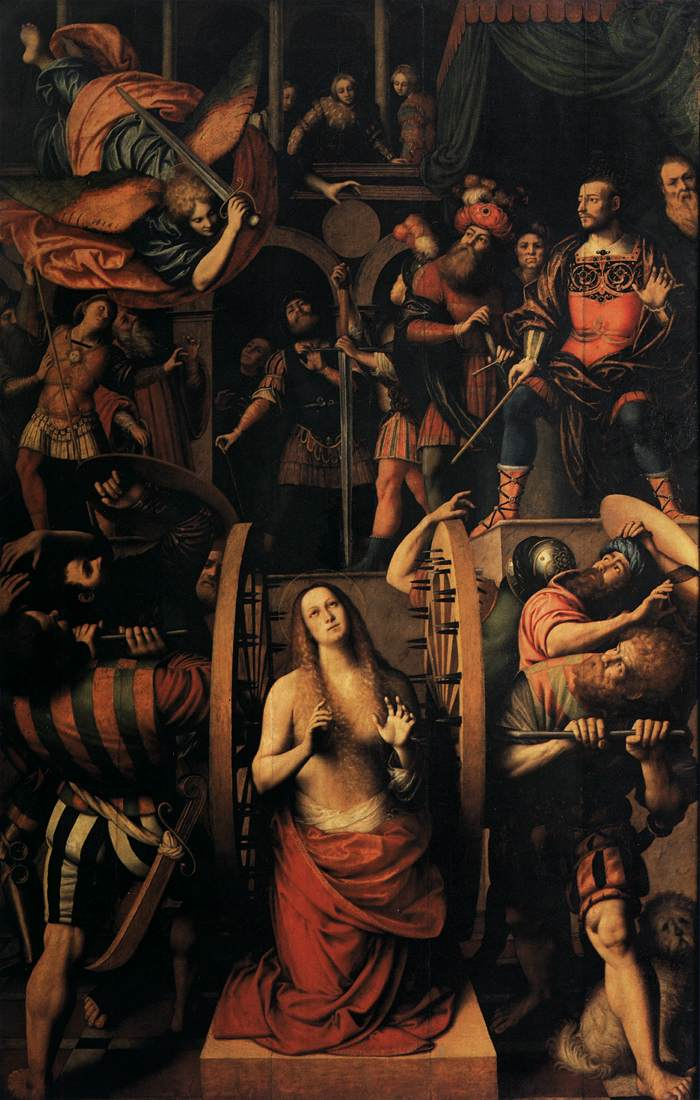
Gaudenzio Ferrari, Martirio di santa Caterina,  1540-1543, Milano, Pinacoteca di Brera
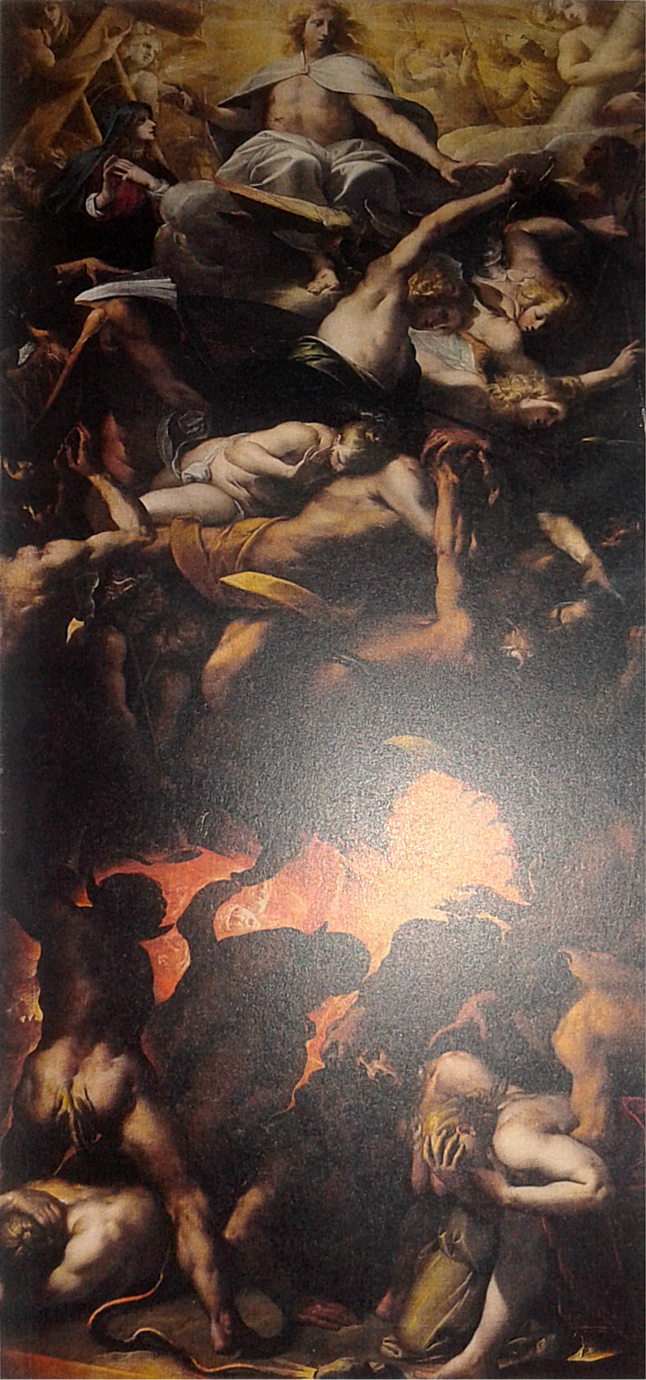
Morazzone, Giudizio Universale, 1620 circa, Novara, cappella della Buona Morte, Basilica di San Gaudenzio
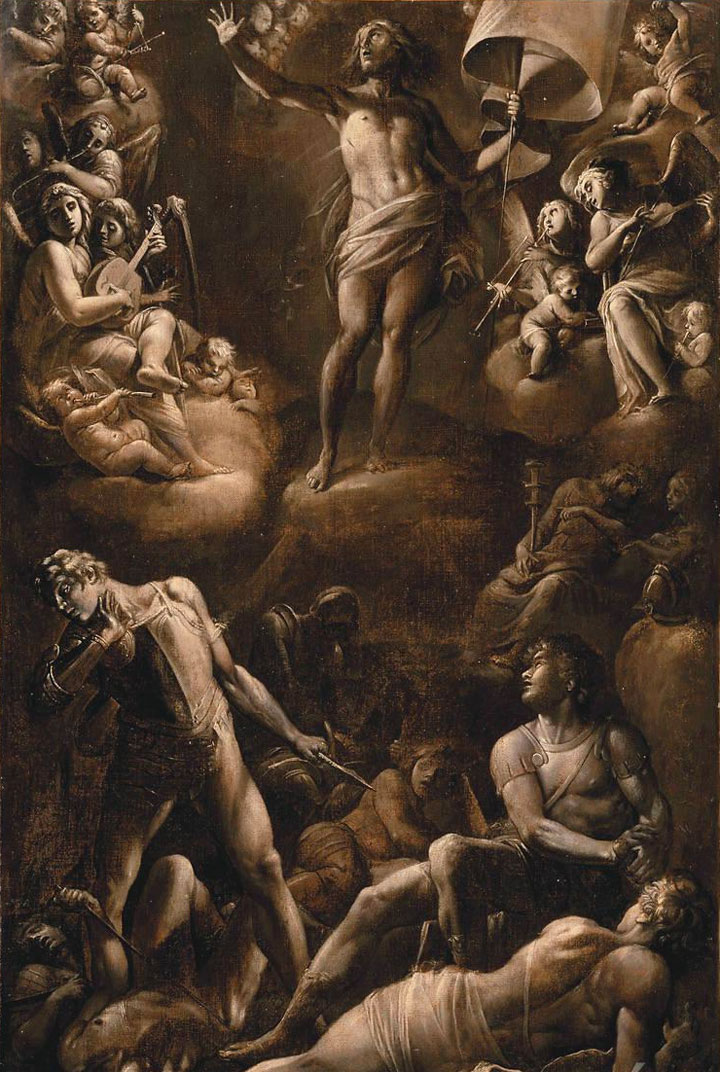
Giovanni Baglione, Bozzetto per la Resurrezione di Cristo, 1603 circa,  Parigi, Louvre
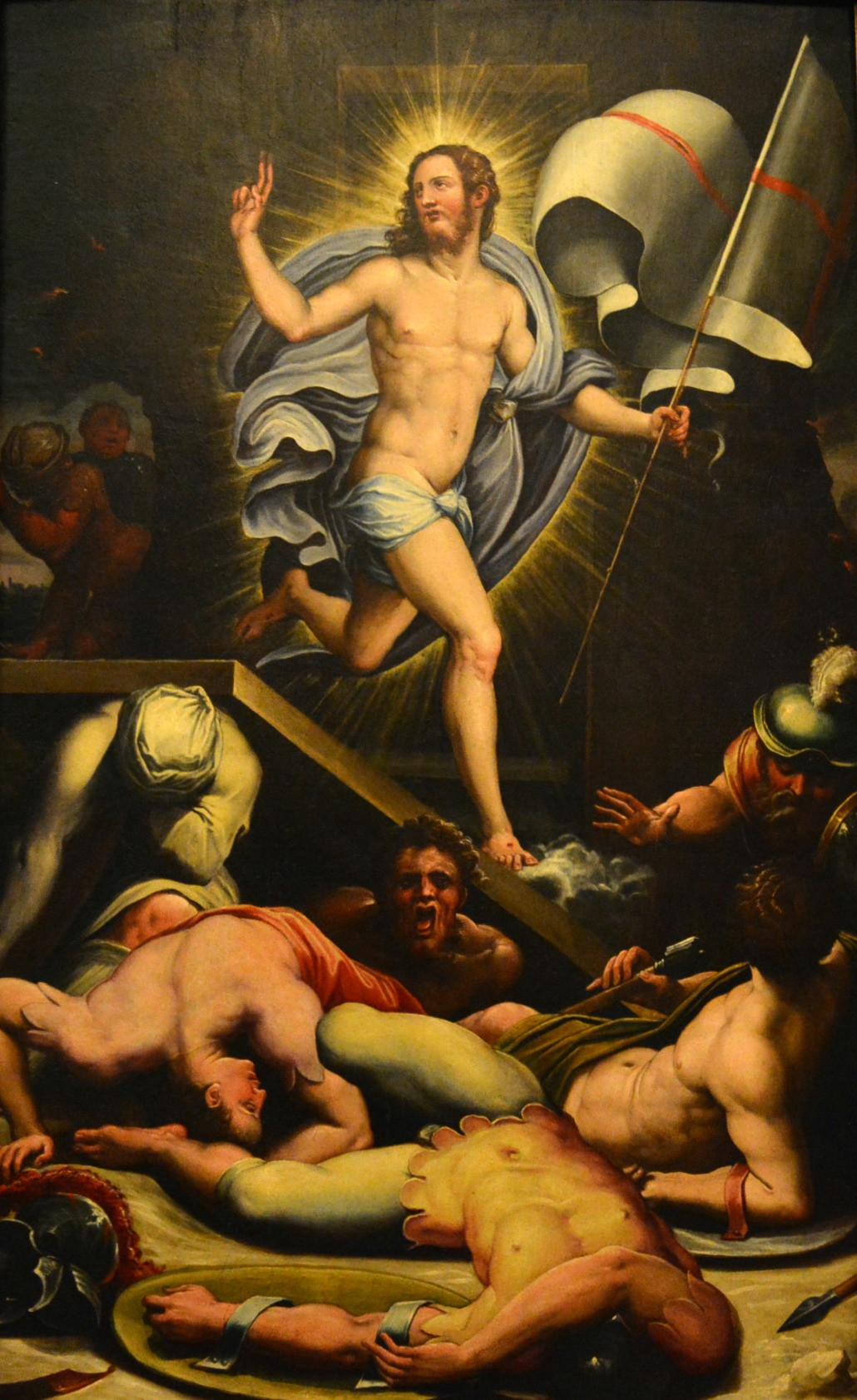
Giorgio Vasari e Raffaellino del Colle, Resurrezione di Cristo, 1545 circa, Napoli Galleria di Capodimonte
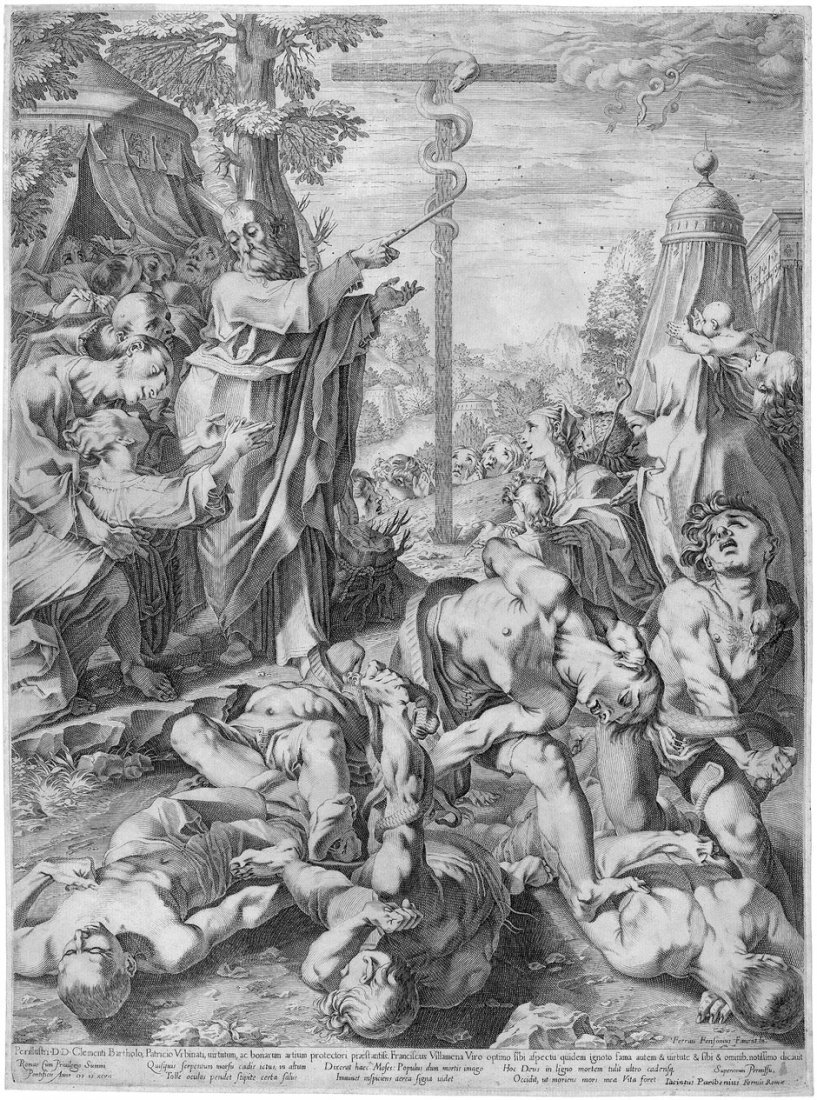
Francesco Villamena, Il serpente di bronzo, incisione tratta dall'affresco di Ferraù Fenzoni della Scala Santa a Roma eseguito nel 1589